# Der kurzweilige Hochzeitsvertrag

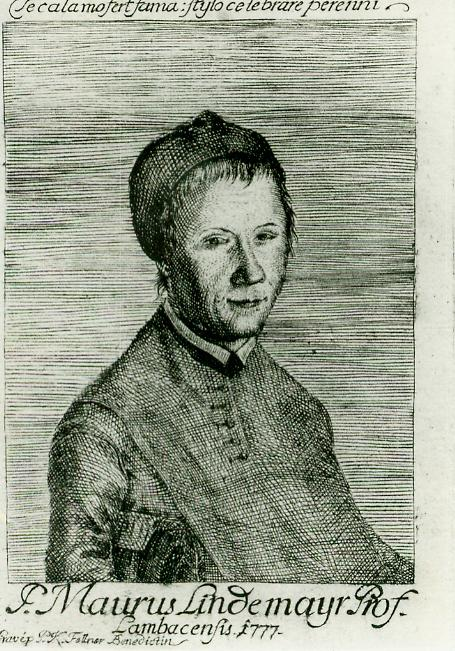
Maurus Lindemayr, 1777

Der kurzweilige Hochzeitsvertrag ist ein Theaterstück von Maurus Lindemayr aus dem Jahr 1770.

## Königliches Lustspiel
Im Jahr 1770 wurde die Habsburgerin Marie-Antoinette, eine Tochter Maria Theresias und Kaiser Franz I. Stephan, aus politischen Gründen mit dem Thronfolger von Frankreich, dem späteren Ludwig XVI. verheiratet. Auf ihrer Reise von Wien, die Donau aufwärts, durch Süddeutschland, über Straßburg nach Paris, kam sie und ihr Hofstaat auch im oberösterreichischen Lambach durch und nächtigte im dortigen Benediktinerstift.
Der Benediktinerpater und Schriftsteller Pater Maurus Lindemayr verfasste zu diesem Anlass ein heiteres Theaterstück, im damaligen oberösterreichischen Dialekt des Hausruckviertels, um den hohen Gast zu unterhalten. Im Barocktheater wurde das Stück aufgeführt. Das Stück ist ein heiteres Lustspiel, die Figuren kommen aus dem ländlichen Bauernmilieu und sollte durch den Kontrast zur bevorstehenden königlichen Hochzeit das Publikum, im Besonderen Marie-Antoinette, erheitern.

## Dialekt des 18. Jahrhunderts
Das Stück ist im oberösterreichischen Bairisch des 18. Jahrhunderts, genauer in der hausruckviertler Bauernmundart der damaligen Zeit verfasst. Dies macht das Theaterstück zu einer interessanten Quelle für sprachwissenschaftliche Forschung. Es werden alte und teilweise ausgestorbene Dialektwörter verwendet, dennoch ist es für moderne Dialektsprecher weitgehend verständlich. Im Barocktheater des Stifts Lambach, dem Ort der Uraufführung, finden auch immer wieder Aufführungen des Kurzweiligen Hochzeitsvertrag statt.

## Ausgaben
- Kurzweiliger Hochzeit-Vertrag nach der natürlichen ob der Ennserisch-Bäurischen Mund- und Denkungsart, in gebundener Rede zu Unterhaltung Ihro Königl. Hoheit, der Durchlauchtigsten Frau, Frau Maria Antonia, Erzherzoginn von Oesterreich, Dauphine von Frankreich; Als höchst dieselben den 23. April 1770. in dem Stifte Lambach übernachtete. Steyr: Gregori Menhardt in der Google-Buchsuche.
- Der Hochzeitsvertrag ist bislang das einzige Bühnenstück von Lindemayr, das ins Englische übersetzt wurde. 2023 veröffentlichte Alkuin Schachenmayr eine amerikanische Fassung.[1]